# Горан (име)
Горан је старо словенско мушко име, настало од именице гора. У преносном смислу означава онога који је рођен у шуми, планини, али и онога који је велики и снажан. Разјашњење имена је дао и Вук Караџић, објашњавајући да је то име добијало дете рођено у планини крај стоке. Сматра се да је у далекој прошлости изведено од имена Горислав, а по неким етимолозима од имена Георгије. Такође, постоји и мишљење да је грчког порекла. Име постоји у Србији, Црној Гори, Хрватској, Македонији и Словенији, али и у Шведској (тамо пише Göran) и значи „фармер“. У овој земљи се слави и имендан 23. априла.

## Популарност
У протеклим вековима је ово име у Србији било врло ретко, али је у другој половини 20. века постало популарно и распрострањено у свим крајевима земље. У периоду од 2003. до 2005. било је 71. по заступљености, а у Македонији 2006. чак на четвртом месту. У Словенији је 1993, 1995. и 1997. било међу првих сто. У јужној Аустралији је 2004. било на 501. месту.

## Изведена имена
Од овог имена изведена су имена Гора, Горана, Горе, Гога, Горица и Горјанка . Горе се као име јавља у енглеском језику и има необично значење „троугласта земља“, те се највероватније односи на житеља једног таквог места. Занимљиво је да два насељена места у САД и једно у Етиопији носе овај назив.